# Solfuro di potassio
Il solfuro di potassio è il sale di potassio dell'acido solfidrico.
A temperatura ambiente si presenta come un solido rosso dall'odore caratteristico. È un composto corrosivo, pericoloso per l'ambiente. È anche uno dei prodotti della combustione della polvere nera.
Il solfuro di potassio è ingrediente base per la preparazione del cosiddetto fegato di zolfo, utilizzato per anticare e brunire i metalli.
È usato in fotografia tradizionale per ottenere la solfurazione delle fotografie in bianco e nero, per ottenere il caratteristico tono seppiato.